# Plana del Rosselló

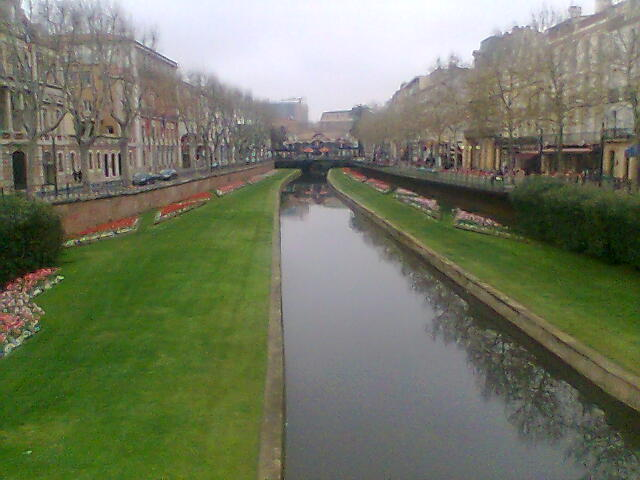
El riu Bassa al seu pas per Perpinyà

La Plana del Rosselló o Plana de Perpinyà és una subcomarca del Rosselló que pren el seu nom de la plana situada a la desembocadura del riu Tet i el riu Tec. Malgrat que pot referir-se a tota la plana, la subcomarca limita tradicionalment amb altres subcomarques del Rosselló que ocupen el peu de muntanya entre les serres que envolten la plana i la plana pròpiament parlant que encercla Perpinyà. Així doncs, fita amb la Salanca al nord del riu Tet, a l'oest amb el Riberal del Tet a Vilanova de la Ribera i El Soler, al sud-oest amb els Aspres a Cànoes i Toluges, al sud amb el Baix Vallespir i la Marenda, i a l'est amb la Mediterrània.

## Municipis
La Plana incorpora les demarcacions administratives actuals de la Comunitat d'aglomeració de Perpinyà-Mediterrània, i dels cantons d'Elna, Sant Cebrià i Canet i part de Toluges, cantons vigents fins al 2015. Precisament a ran de la nova distribució cantonal del departament de cara a les eleccions legislatives i departamentals, a la Plana del Rosselló s'ha creat una subdivisió a l'entorn de la ciutat d'Elna, anomenada amb el nom antic de la ciutat episcopal: la Plana d'Illiberis.

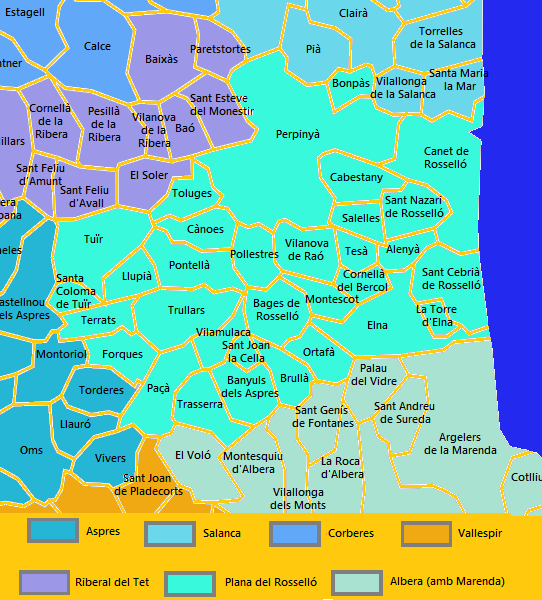
Mapa de la Plana del Rosselló